# Спаде, Теодор
Теодор Спаде (Фёдор Юрьевич Спаде или Юльевич, латыш. Teodors Spāde; 7 марта 1891 года, Виндава — 25 июля 1970 года, Темиртау) — командующий латвийскими ВМС (с 1931 по 1940 г.). Адмирал латвийского военного флота.

## Биография
Теодор Спаде родился в семье рыбака. В 1909 году окончил реальное училище в Риге, затем — Рижский политехнический институт, затем — Петербургский морской кадетский корпус и Морскую академию во Франции. В 1914 году поступил на службу в Балтфлот. В 1915 году произведён в мичманы
С 1916 — командир эсминца. Затем служил на линкоре «Иоан Златоуст». В 1918 служил в Украинском флоте, командовал миноносцами на Черноморском флоте. В 1918 году 6 месяцев провел в турецком плену. Был начальником отряда быстроходных катеров, и. о. флаг-офицера Закавказского флота. Назначен старшим артиллерийским офицером на ЛК «Пантелеймон». В 1919 назначен ревизором ЭМ «Капитан Сакен», затем на эсминца «Живой». Комендант Севастополя, затем помощник начальника штаба главного командира портов Чёрного и Азовского морей. В сентябре повышен до старшего лейтенанта. Ушёл после Крымской эвакуации с Русской эскадрой в Бизерту.
С 1920 на службе в Латвийской армии, начальник Морской службы наблюдения. Командир тральщика «Лётчик». В 1927 году повышен до капитана. В 1929 капитан 2 ранга, а в 1933 году 1 ранга. В 1938 году назначен адмиралом. В 1929 году прикомандирован к Французскому и Шведскому флоту. В 1931 — командующий Эскадрой, а в 1938 — командующий флотом. В 1940 году передал эскадру командованию БФ СССР. В сентябре 1940 уволен в отставку. Был назначен чиновником 3-го района Рижской квартирно-эксплуатационной городской инспекции. В 1941 году был депортирован в СССР и позже судим. В 1954 году освобождён и работал главбухом в инфекционной больнице Темиртау. Теодор Спаде умер в Казахстане, перезахоронен на Лесном кладбище в Риге.

## Награды
- Орден св. Станислава III степени с мечами
- орден св. Анны IV («За храбрость») и III степени
- орден Трёх звёзд IV и III степени
- орден Виестура II степени с мечами
- крест заслуг Латвийских Айзсаргов
- орден Белой лилии Латвийских скаутов
- орден Почётного легиона IV и III степени (Франция)
- орден Орла III степени с мечами (Эстония)
- орден Гедеминаса III степени с мечами (Литва)
- орден Возрождения Польши III степени с мечами (Польша)
- орден Белой розы III степени с мечами (Финляндия)
- орден Меча II степени с мечами (Швеция)
- орден Васы III степени с мечами (Швеция)
- орден Немецкого Орла 2 класса
- светло-бронзовая медалью «200 лет Гангутской победе»